# Förster & Kracht
Förster & Kracht war eine Bild- und Bronzegießerei mit Sitz in Düsseldorf.

## Geschichte

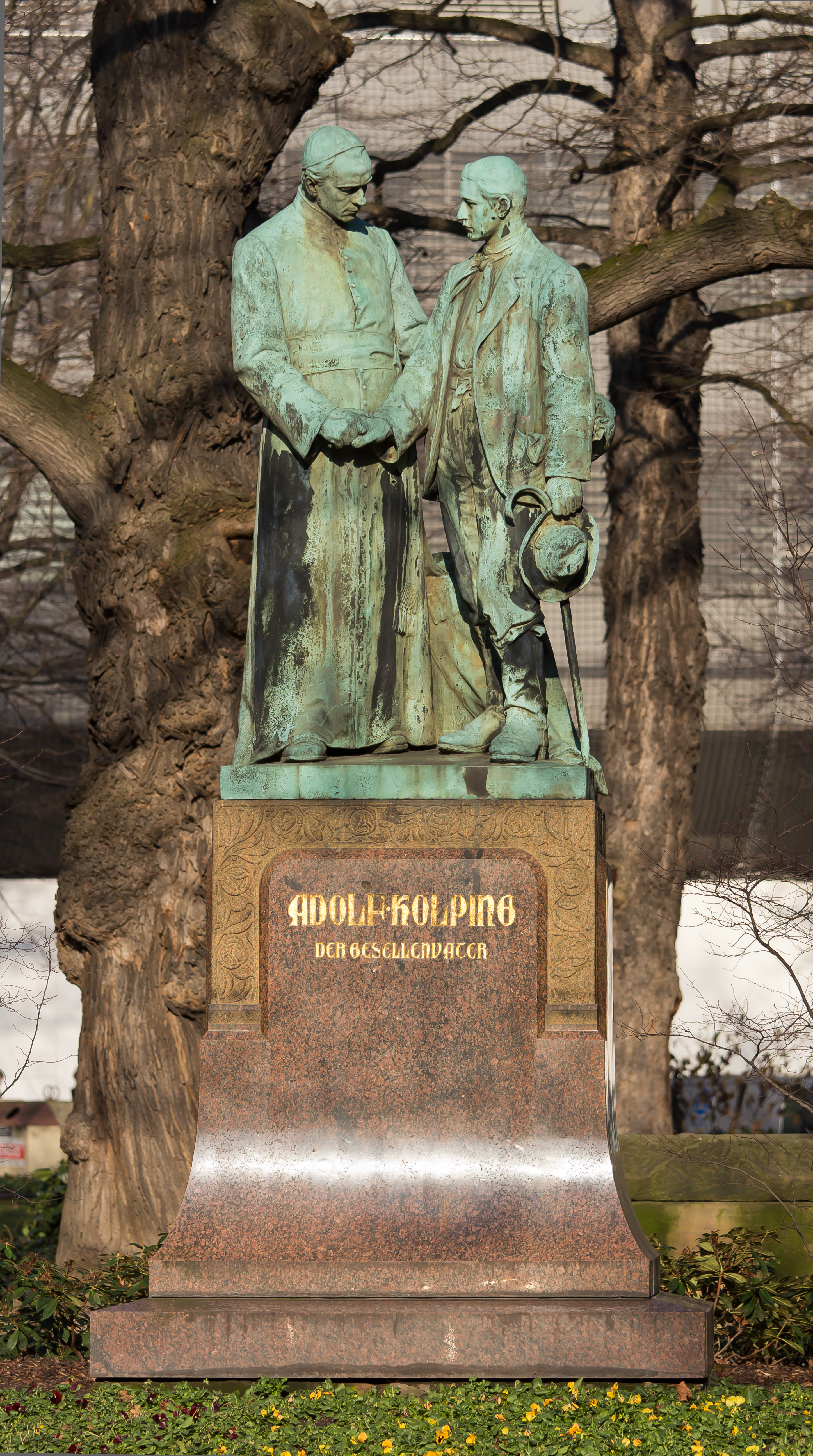
Das von dem Bildhauer Johann Baptist Schreiner entworfene und von Förster & Kracht 1903 gegossene Adolph-Kolping-Denkmal in Köln

Die „Düsseldorfer Bild- und Broncegiesserei Förster & Kracht“ wurde 1898 von dem Erzgießer Bernhard Förster und dem Kaufmann Hugo Kracht, der Apotheker war, als Inhaber gegründet. Das Unternehmen beschäftigte Anfang des 20. Jahrhunderts rund 25 Arbeiter.
Laut Eintrag im Handelsregister wurde der Bildhauer und Medailleur Christian Heinrich Wiehe am 29. September 1900 Teilhaber des zeitweilig Wiehe & Kracht genannten Unternehmens.
Die Firma mit Sitz in Düsseldorf-Oberkassel war 1908 umfirmiert worden in Düsseldorfer Bronzebildgießerei vorm. Förster & Kracht, firmierte zeitweilig auch als Düsseldorfer Bronzegießerei (vorm. Förster & Kracht) und spätestens auf der 1909 für den Bildhauer Wilhelm Lehmbruck gegossene Trauernde laut der Gießerinschrift als Düsseldorfer Bronzegießerei GmbH. Auch die Bezeichnung Bronzegiesserei-Düsseldorf ist bekannt.
1948 wirkte der Bildhauer Ewald Brandt als „Volontär in einer Düsseldorfer Bronzegießerei“.